# Лысково (Антроповский район)
Лысково — упразднённая в 2025 году деревня в Антроповском районе Костромской области России. Входила в состав Котельниковского сельского поселения.

## География
Урочище находится в центральной части Костромской области, в подзоне южной тайги, на расстоянии приблизительно 40 километров (по прямой) на юг-юго-запад  от посёлка Антропово, административного центра района. 

### Климат
Климат характеризуется как умеренно континентальный, с продолжительной холодной многоснежной зимой и коротким сравнительно тёплым летом. Среднегодовая температура воздуха — 2,5 °C. Средняя температура воздуха самого холодного месяца (января) — −12,6 °C (абсолютный минимум — −38 °C); самого тёплого месяца (июля) — 18,2 °C (абсолютный максимум — 36 °С). Годовое количество атмосферных осадков — 500—550 мм, из которых большая часть выпадает в тёплый период.

## История
В XIX — начале XX века деревня входила в состав Макарьевского уезда Костромской губернии. В 1872 году здесь было учтено 7 дворов, в 1907 году —16.
Исключена из учётных данных в 2025 году.

## Население
| 2008 | 2010 | 2014 |
| ---- | ---- | ---- |
| 0    | →0   | →0   |

Постоянное население составляло 67 человек (1872 год), 103 (1897), 103 (1907), 1 в 2002 году (русские 100 %), 0 в 2022.